# Johann Sigismund Schulin

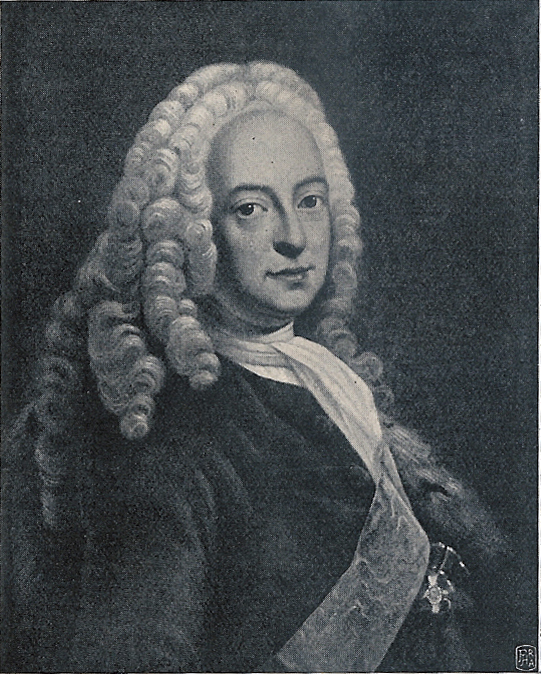
Johann Sigismund Schulin

Johann Sigismund Schulin, dänisch Johan Sigismund Schulin (* 18. August 1694 in Prichsenstadt; † 13. April 1750 in Lyngby, Dänemark) war ein deutsch-dänischer Diplomat und als Außenminister später in Diensten der dänischen Könige Christian VI. und Friedrich V. Für sein diplomatisches Wirken wurde er von König Friedrich in den Grafenstand erhoben.

## Leben
Johann Sigismund Schulin wurde am 18. August 1694 im unterfränkischen Prichsenstadt geboren. Er entstammte einer Familie von evangelisch-lutherischen Geistlichen, die es in Franken bereits zu einigem Ansehen gebracht hatte. Sein Vater war Magister Ernst Georg Schulin, der Pfarrer der Kleinstadt. Seine Mutter hieß Susanne Euphrosyne und war die Tochter des früheren Pfarrers Johannes Heinrich Baumgartner. Als Taufpate konnte der Geheimrat und Landrichter Johann Sigismund von Heßberg gewonnen werden.
Johann Sigismund hatte insgesamt fünf Geschwister. Der Bruder Johann Heinrich wurde später Dekan in Gunzenhausen, der Bruder Gustav Lorenz stand in Diensten der Markgrafen von Bayreuth-Brandenburg. Vier Jahre nach der Geburt des jungen Georg Sigismund wurde der Vater nach Rosstal bei Ansbach versetzt. Seine schulische Ausbildung absolvierte der junge Johann Sigismund dann auch im nahen Heilsbronn, wo er das Gymnasium besuchte. Daraufhin folgte ein Studium in den Universitäten Jena, Helmstedt und Leiden.
Nach der Vollendung seiner Ausbildung erhielt er, wohl durch Vermittlung des älteren Bruders Gustav Lorenz, eine Stelle als Hofmeister am Hof der Markgrafen Friedrich Ernst und Friedrich Christian in Bayreuth. Hier heiratete er auch die Tochter des markgräflichen Rates Dr. van der Venne, Anna Susanne Euphrosyne, die jedoch bald darauf starb. Im Jahr 1730 verließ Johann Sigismund zusammen mit dem Markgrafen Friedrich Ernst Bayreuth und wurde in Dänemark sesshaft.
Die ältere Schwester des Markgrafen, Sophie Magdalene, hatte hier bereits 1721 den dänischen König Christian VI. geheiratet und ihr Bruder wurde zum Statthalter von Schleswig und Holstein ernannt. Im gleichen Jahr erhielt Schulin ein Hofamt bei Christian VI. von Dänemark. Er wurde Postzensor und konnte später das Amt des Direktors des Generalpostamtes übernehmen. Bereits am 6. April 1731 wurde er von Christian VI. geadelt und nannte sich fortan „Graf von Schulin“.
Im Jahr 1732 heiratete Schulin erneut. Diesmal war Catherine Maria von Mösting, Tochter des königlich-dänischen Haushofmeisters Alexander Frederik die Auserwählte. Der Aufstieg des Deutschen ging in schnellem Tempo weiter. 1733 wurde er Sekretär der sogenannten Deutschen Kanzlei am Hof, 1735 machte ihn Christian VI. zu seinem Außenminister. Gleichzeitig wurde Schulin als Mitglied ins Handels- und Industrieministerium berufen. 1737 wurde er schließlich Geheimrat.
In den 1740er Jahren wurde Dänemark von den Rivalen im Ostseeraum, Russland und Schweden, schwer bedrängt. Die beiden verfeindeten Mächte schlossen 1743 ein Bündnis gegen Dänemark. Johann Sigismund Schulin versuchte durch Spionage und Bestechung die Konfliktparteien zu einem Ausgleich zu bringen. Allerdings agierte er gegenüber den anderen Mächten sehr vorsichtig und nahm damit die spätere Neutralitätspolitik seiner Nachfolger im Amt des Außenministers voraus.
Nachdem König Christian VI. 1746 gestorben war, wurde sein einziger Sohn Friedrich V. zum König gekrönt. Anders als der sehr religiöse Vater, war der neue König ein Genießer und hatte zahlreiche Affären und Schulin musste als Postzensor den Ruf des Königs reinhalten. 1747 ernannte ihn Friedrich V. zum Ritter des Danebrogordens. Im gleichen Jahr wurde er Mitglied des Elefanten-Ordens. 1750 erhob man Schulin schließlich in den Lehnsgrafenstand.
Bereits 1739 hatte der Deutsche das Gut Frederiksdal in Lyngby bei Kopenhagen erhalten. Er ließ das Hofgut unter anderem vom Stuckateur Carlo Enrico Brenno umbauen. Es befindet sich noch heute im Besitz der Familie Schulin. Am 13. April 1750 starb Schulin auf seinem Gut und wurde in der Petrikirche in Kopenhagen beigesetzt. Hier war ein heute verlorenes Epitaph aufgestellt, das mit Versen des Johann Christoph von Reitzenstein verziert war. Die Geburtsstadt Prichsenstadt benannte eine Straße nach dem Diplomaten.

## Ehen und Nachkommen
Noch in Bayreuth heiratete Johann Sigismund Schulin im Jahr 1725 Anna Susanne Euphrosyne van der Venne. Die Ehe blieb kinderlos und die Frau starb bereits nach kurzer Zeit. Ein zweites Mal ehelichte er dann 1732 Catherine Maria von Mösting. Mit ihr hatte Schulin fünf Kinder, von denen jedoch nur zwei das Erwachsenenalter erreichten.
- Louise (* 1745)
- Frederik Louis (1747–um 1781), auch dänischer Kammerherr[6]